# Donnacha Dennehy

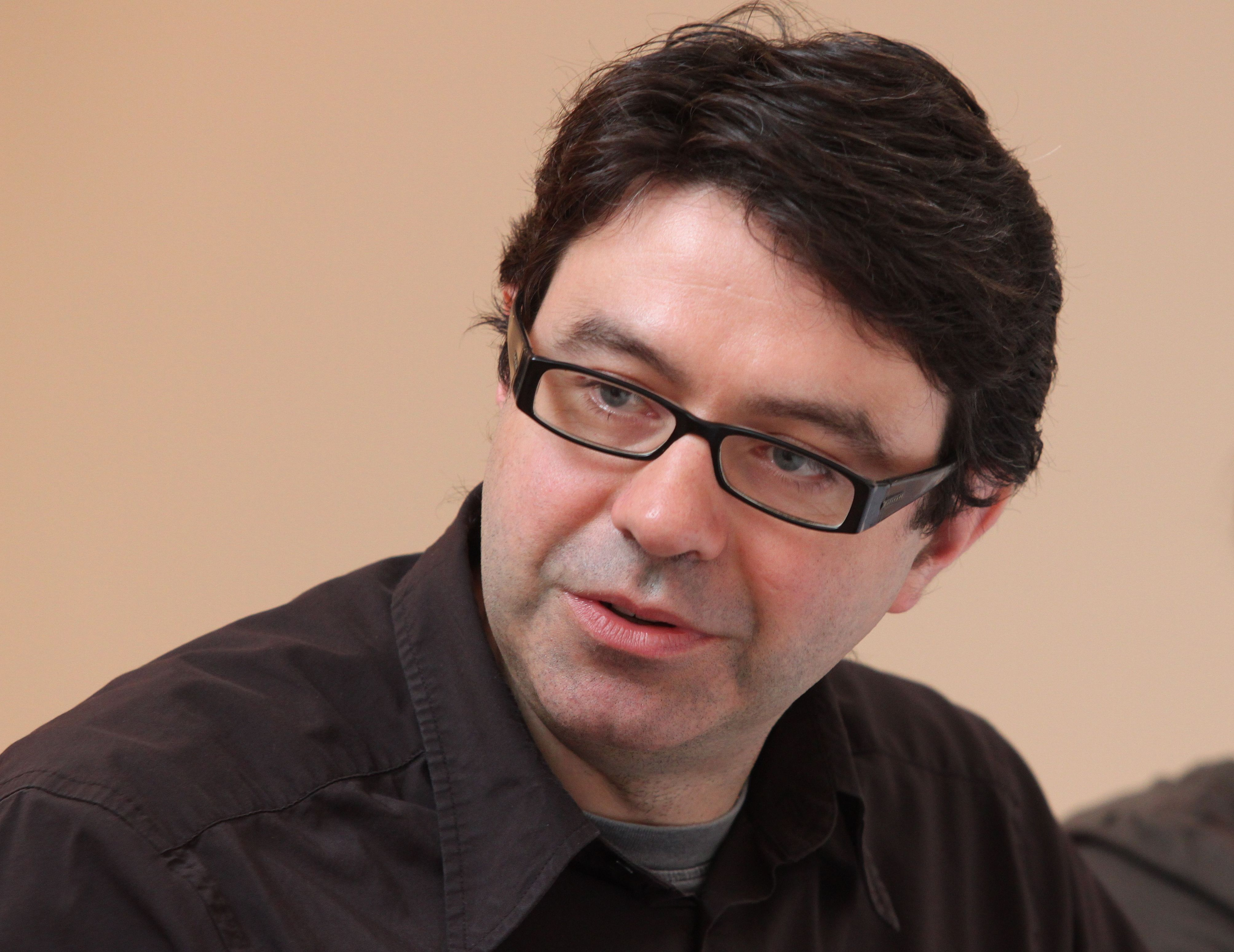
Donnacha Dennehy, 2010

Donnacha Dennehy (geboren am 17. August 1970 in Dublin) ist ein irischer Komponist.

## Leben und Werk
Dennehy studierte Musik am Trinity College, Dublin, wo er mit Auszeichnung abschloss. Er setzte seine Studien mit Hilfe eines Fulbright-Stipendiums an der University of Illinois at Urbana-Champaign (UIUC) fort. Dort erlangte er einen Master und ein Doktorat. Seine postgraduate Ausbildung beinhaltete einen Abstecher zum IRCAM in Paris, wo er bei Gérard Grisey studierte, sowie einen Aufenthalt in den Niederlanden bei Louis Andriessen.
1997 kehrte Dennehy nach Dublin zurück und wurde Mitgründer des Crash Ensemble, einer Formation für Neue Musik. Für dieses Ensemble schrieb er Junk Box Fraud, Derailed und For Herbert Brun. Er kehrte als Lektor an das Trinity College in Dublin zurück und unterrichtet seit 2012 als Gastlektor und seit 2014 als Fakultätsmitglied an der Princeton University. In der Saison 2013–2014 war er Composer in Residence des Fort Worth Symphony Orchestras.
Er zählt zu den Mitgliedern von Irlands Künstlerakademie Aosdána.

## Kompositionen

### Orchesterwerke
- Junk Box Fraud (1997)
- The Vandal (2000)
- O (2002)
- Elastic Harmonic (2005); Violine und Orchester
- Hive (2005); Stimmen und Orchester
- Aisling Gheal (2007); Stimme und Kammerorchester
- Grá agus Bás (2007); Stimme und Kammerorchester
- Crane (2009)
- That the Night Come (2010); Sopran und Kammerorchester
- If he died, what then (2012); Sopran und Kammerorchester
- Disposable Dissonance (2012)
- The Hunger [(parts I - IV) 2013]; Sopran und Kammerorchester
- Three Sean Nós Settings (2013); Stimme und Orchester
- Dirty Light (2013)
- Turn (2014)

### Kleine Ensembles mit Stimme
- Two Yeats Songs (1993); Sopran und Flöte
- Hinterlands (2002); zwei Frauenstimmen und Playback
- To Herbert Brun (2002); Stimme, Saxophon, Posaune, Kontrabass und Live Electronik
- The Weathering (2004); Soprano, Recorder, Schlagzeug, Violine und Video
- Swift's Epitaph (2008); Countertenor und Schlagzeug

### Instrumentalensembles
- Pluck, Stroke, and Hammer (1997); Klavierquintett
- The Traces of a Revolutionary Song (1998)
- A Game for Gentlemen Played by Thugs (1999)
- Severance (1999)
- Ecstasis, full stop (1999); Streichquartett und Playback
- Counting (2000); Streichquartett und Playback
- Derailed (2000)
- Composition for percussion, loops, blips and flesh (2002); Schlagzeugsextett
- Glamour Sleeper (2002)
- Streetwalker (2003)
- The Pale (2003); Saxophonquartett und Schlagzeugsextett
- The Blotting (2004)
- Table Manners (2004); percussion quartet
- Mild, Medium-Lasting, Artificial Happiness (2004); Saxophonquartett oder jede Formation ähnlich klingender Instrumente
- Tilt (2006); Elektrisches Gitarrenquartett
- Bulb (2006); Klaviertrio
- Pushpulling (2007); Streichquartett
- Fold (2008)
- STAMP (2008); Streichquartett
- As An Nós (2009)
- An Irish Process (2009)
- Céad Slán (One Hundred Goodbyes) (2011); Streichquartett und Playback

### Solo/Elektroakustische Musik
- Work for Organ (1992)
- GUBU (1995); Band
- Begobs I-IV (1995); Klavier
- Metropolis Mutabilis (1995); Band und optional Video (by Hugh Reynolds)
- Voitures (1996); Oboe und Band
- Curves (1997); verstärkte Harfe und Band
- Swerve (1998); Flöte und Band
- FAT (2000); Flöte und Band
- Mad, Avid, Sad (2000); Orgel
- pAt (2001); Klavier und Band
- [H]interlands (2002); zwei Frauenstimmen und Band
- PADDY (2003); Schlagzeug
- BRAT (2000/5); Recorder und Band (arrangement of FAT)
- North Strand (2007); Klavier
- North Circular (2007); Klavier
- Reservoir (2007); Klavier
- Stainless Staining (2007); Klavier und Playback
- Overstrung (2010); Violine und Playback

### Open ensemble
- Blips and Static (2002); multiple boomboxes
- Flashbulb (2006); three melody instruments and one struck instrument
- A Fatal Optimist (2008); for any instrumentation

### Theater, Oper
- Misterman (2011); Musik für ein Theaterstück von Enda Walsh
- The Last Hotel (2015); Libretto von Enda Walsh
- The Second Violinist (2017); Libretto von Enda Walsh

## Diskographie
- Elastic Harmonic. NMC, 2007 (beinhaltet Glamour Sleeper; Paddy; Junk Box Fraud; Elastic Harmonic, pAt, Streetwalker)
- Grá agus Bás. Nonesuch, 2011
- Stainless Staining. Canteloupe, 2012 (Lisa Moore, Klavier, mit Stainless Staining; Reservoir)